# Sandringham House
A Sandringham House egy angol vidéki kastély a norfolki Sandringham mellett. A környező 8100 hektáros parkkal együtt III. Károly király tulajdona.

## Története

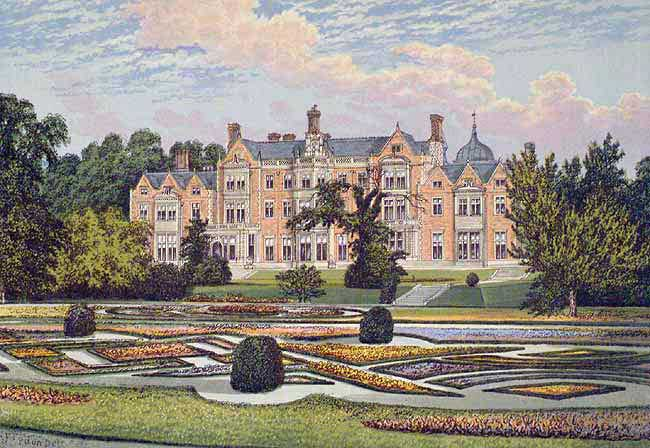
A Sandringham House 1880 körül

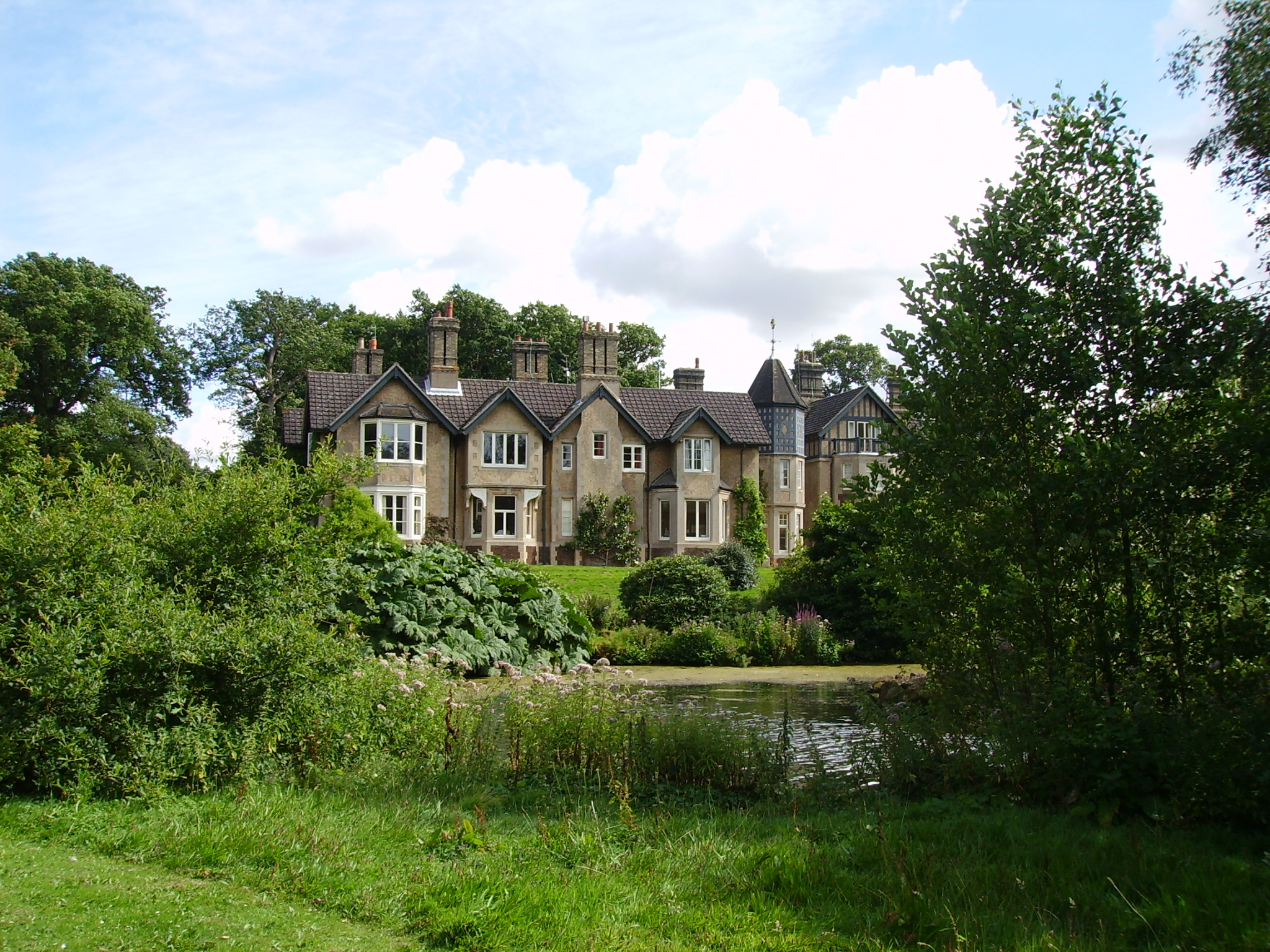
York Cottage

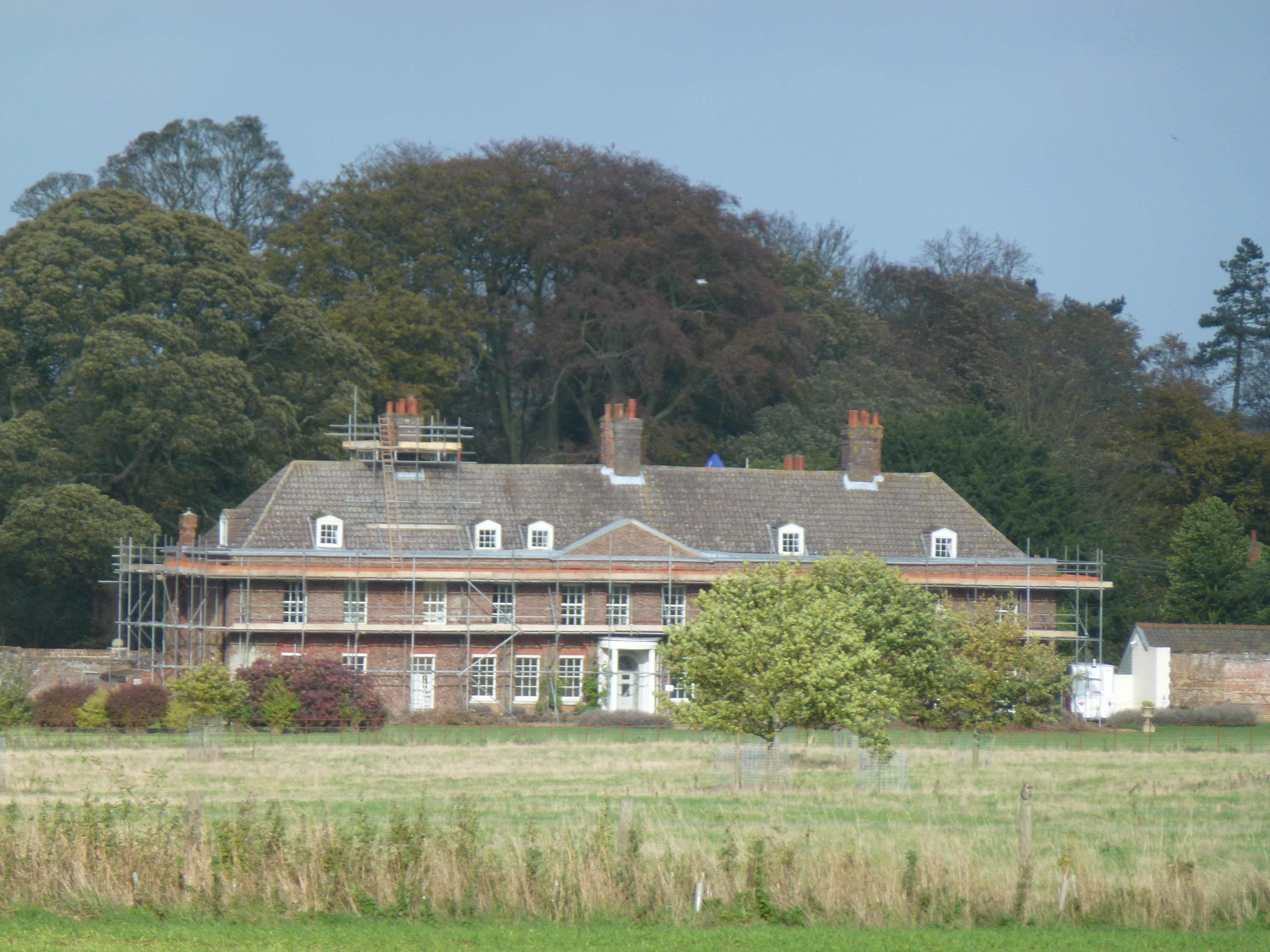
Anmer Hall

A mai kastély helyén I. Erzsébet kora óta épület állt, amelyet 1771-ben Cornish Henley lerombolt, hogy megépíthesse a Sandringham Hallt. Ezt a kastélyt a 19. században Charles Spencer Cowper (Lord Palmerston miniszterelnök nevelt fia) egy előtérrel és egy üvegházzal egészítette ki.
1862-ben a birtokot Viktória királynő vásárolta meg, hogy fia (a leendő VII. Eduárd) és menye számára vidéki lakhelyként szolgáljon. Alexandrának megtetszett a kastély környéke, a norfolki táj dániai otthonára emlékeztette. Két évvel a beköltözésük után, azonban már szűkösnek érezték az épületet, ezért megbízták A. J. Humbert építészt, hogy bontsa le és emeljen egy nagyobb kastélyt. 
A vöröstéglás, vegyes stílusjegyeket mutató épület 1870 végére készült el. Ebben található a galériákkal ellátott előcsarnok, amelyben a királyi ház családi eseményeket és bálokat rendezett. Később elkészült egy hagyományosabb stílust követő oldalszárny is, amelyben helyet kapott egy bálterem. A kényelmi berendezéseket illetően az épület megelőzte a korát, kezdettől fogva fel volt szerelve gázvilágítással, vízöblítéses vécékkel és a zuhany egy korai változatával. 1891-ben, amikor a walesi herceg 50. születésnapi ünnepségét készítették elő, a kastély egy része leégett és utána helyreállították. 
A Sandringham House a brit királyi család négy generációjának szolgált vidéki rezidenciául. Építésekor újdonságnak számítottak a nagy ablakfülkék, amelyek jól megvilágították a belteret. A kastély nagy mérete és a közös helyiségek tágassága ellenére a személyes lakosztályok eléggé kicsik; VII. Eduárd fiainak (Albert Viktornak és a leendő V. Györgynek) például kimondottan apró hálószobáik voltak. A ház körüli parkban elegendő tér állt rendelkezésre anyjuk, Alexandra királyné népes állatseregletének (lovak, kutyák, macskák és egyéb állatok) elhelyezésére. Az 1886-ban emelt lóistálló mellett ugyanekkor egy galambházat is építettek azoknak a postagalamboknak a számára, amelyeket II. Lipót belga király ajándékozott a yorki hercegnek. 
VI. György a Sandringham House-ban halt meg 1952-ben és lánya, II. Erzsébet minden évben családi körben emlékezik meg a haláláról (és a saját trónra lépéséről). A kastély környékén kiváló vadászterületek találhatóak és királyi vadászatokat is rendeznek rajtuk. V. György annyira kedvelte az itteni vadászatot, hogy fél órával előreállíttatta a kastély óráit, hogy este ennyivel tovább legyen világos és több ideje maradjon kedvenc időtöltésére. Ez ún. sandringhami időszámítás 1901-től 1936-ig volt érvényben.
A Sandringham House (akárcsak a balmorali kastély) nem koronabirtok, hanem a királyi család magántulajdona. Ennek akkor volt jelentősége, amikor VIII. Eduárd 1936-ban lemondott a trónról. Mivel a két kastély az apjától örökölt magántulajdona volt, nem kerültek át utódja, VI. György birtokába; Györgynek meg kellett vásárolnia tőle.
VII. Eduárd 1910-es halála után Alexandra királyné életvitelszerűen lakott itt és a kastélyban halt meg 1925-ben. Szintén az épületben hunyt el két fia, Albert Viktor (1892-ben) és V. György (1936-ban); akárcsak unokája, VI. György (1952-ben). Itt született VII. Eduárd unokája, Sándor herceg, a leendő V. Olaf norvég király (1903-ban).
Diana hercegnő a kastély parkjában lévő kétszintes házban, a Park House-ban született és nőtt fel, amelyet családja (a Spencerek) évtizedek óta bérelt a királyi családtól.

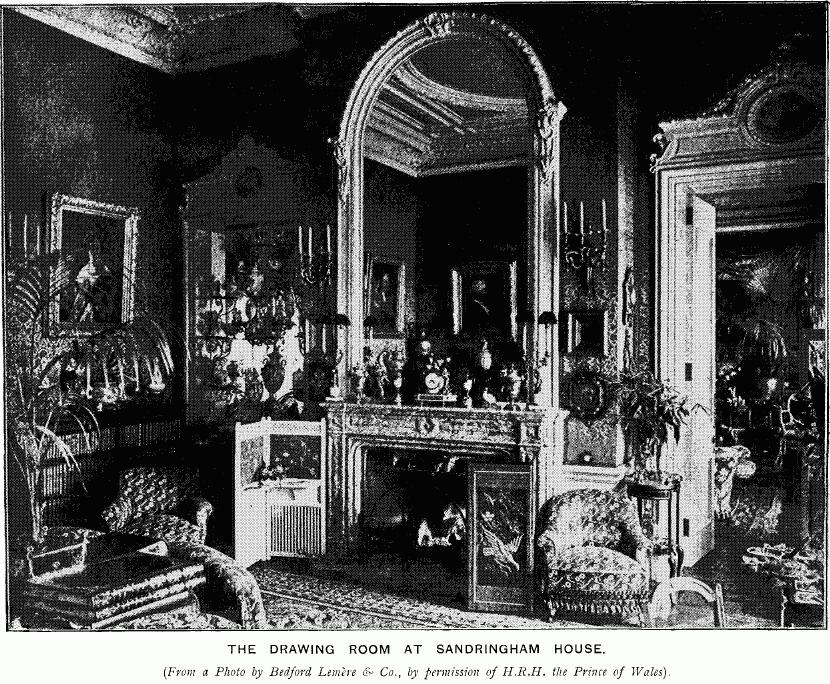
A szalon 1893-ban
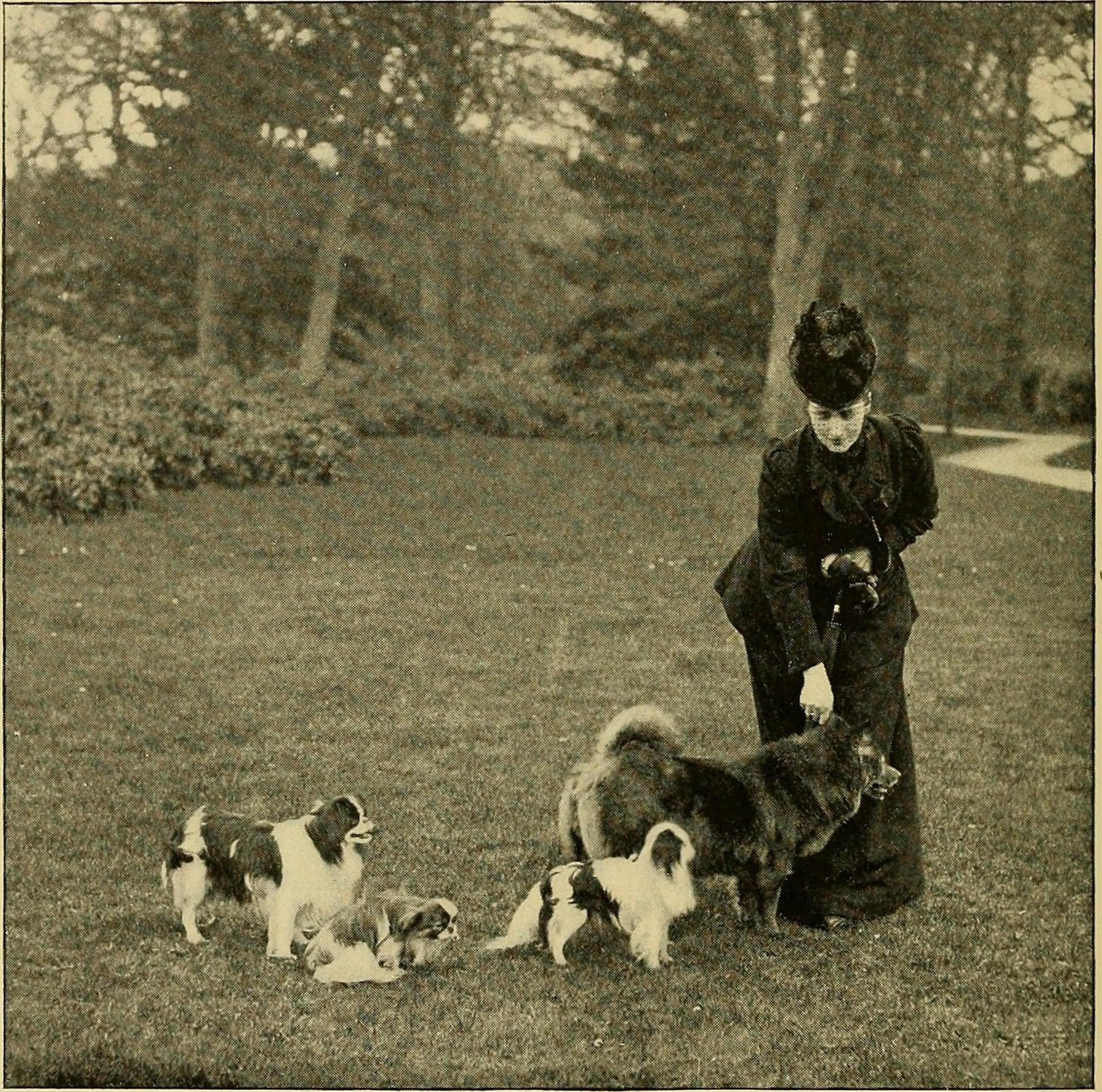
Alexandra hercegnő a kutyáival (1898)
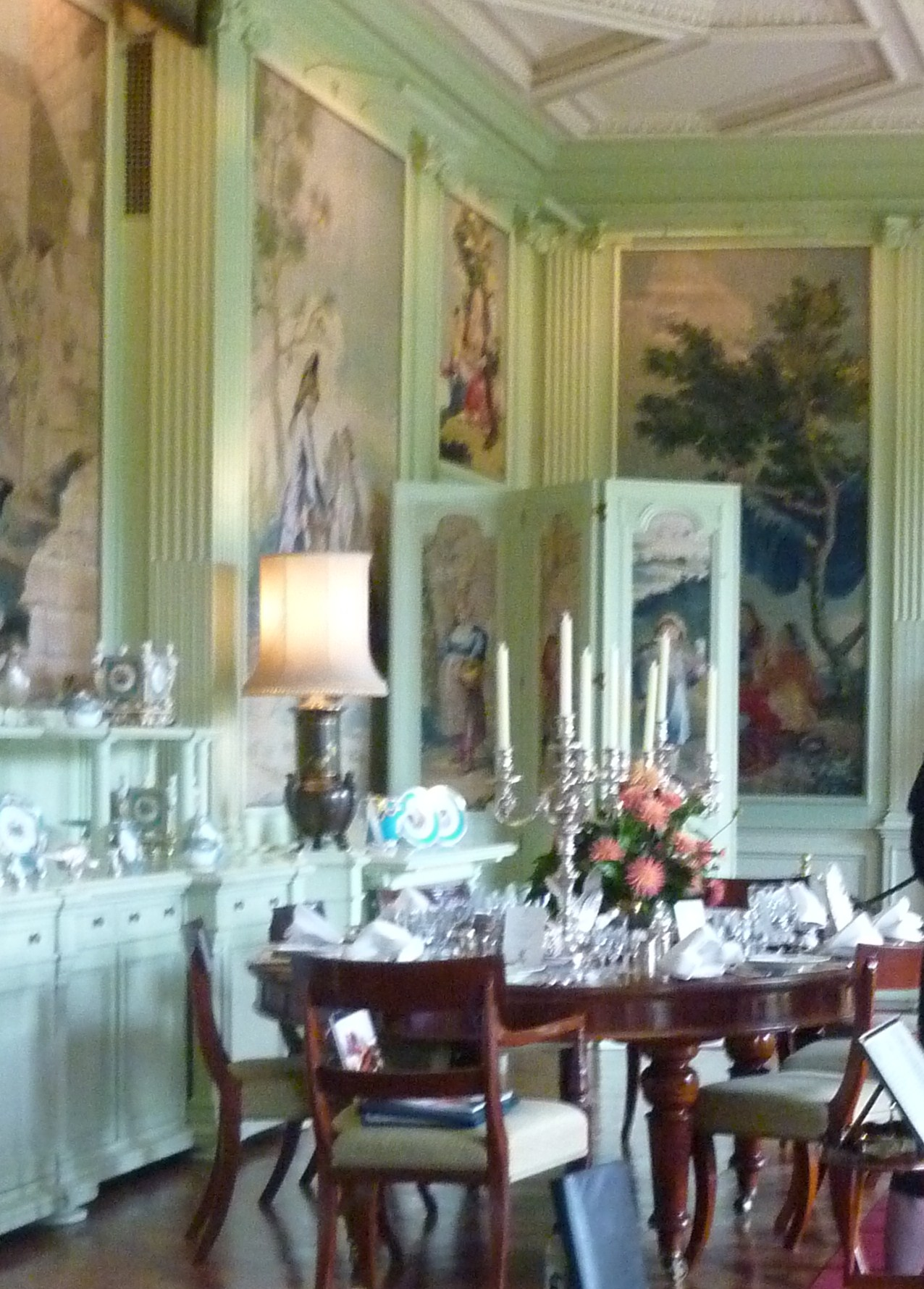
Az ebédlő
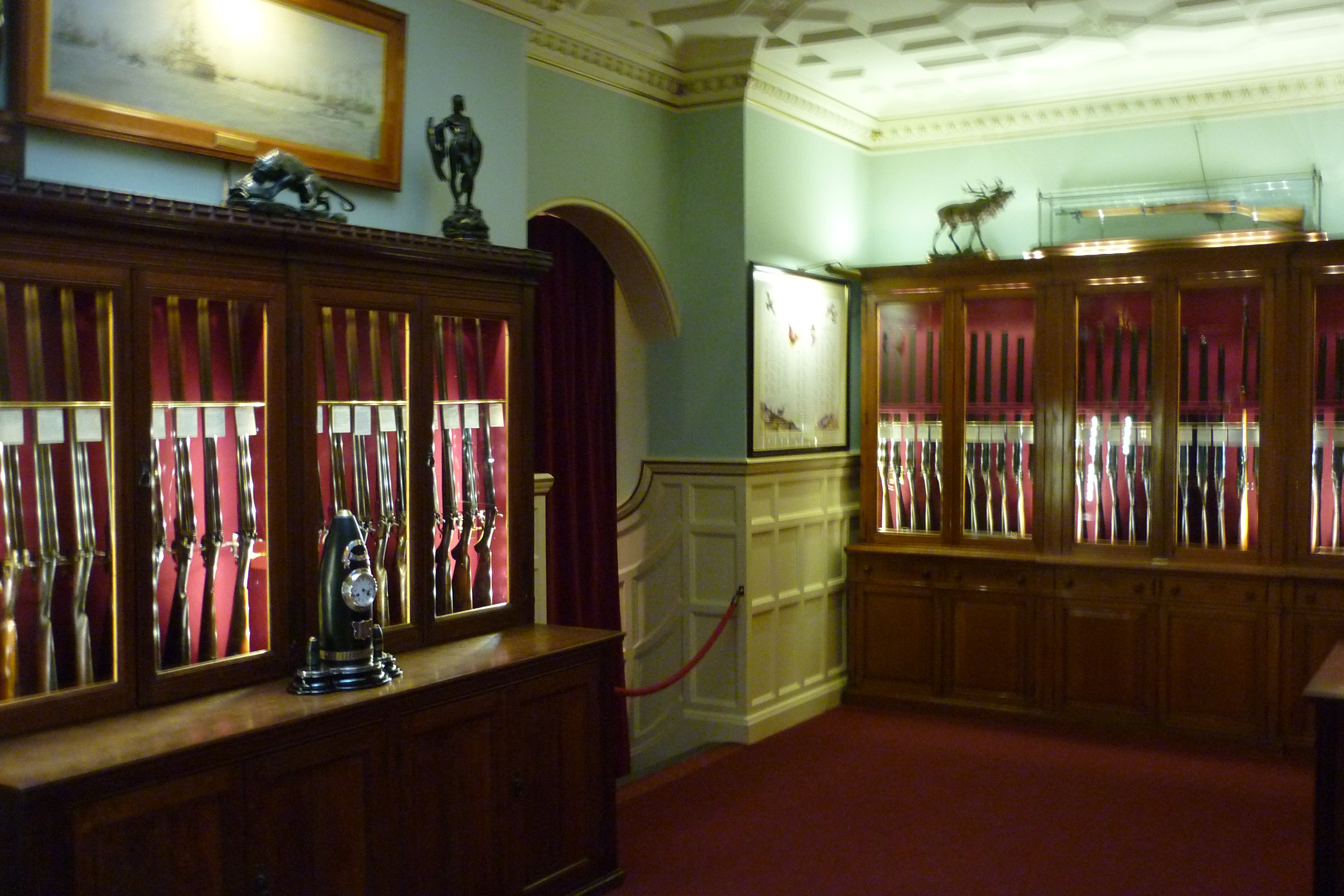
Fegyverszoba
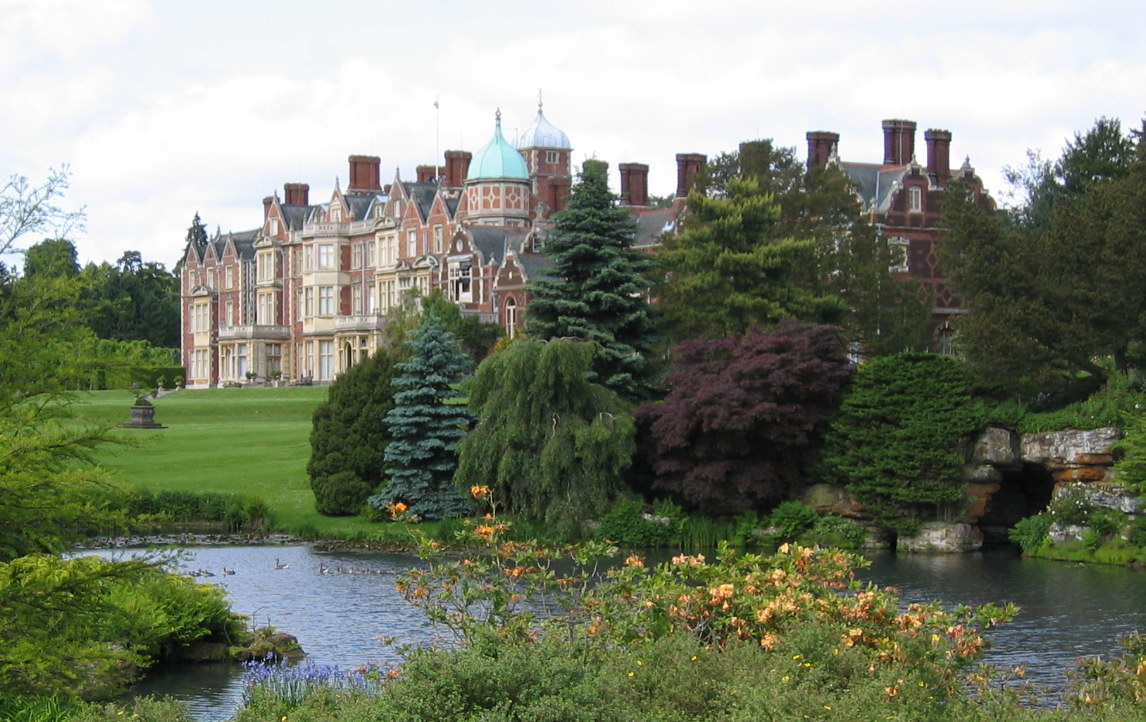
A kastély a park felől

## Egyéb épületek
A kastélyhoz közel található a VII. Eduárd által építtetett York Cottage, amely V. Györgynek és feleségének szolgált otthonául évtizedeken át. 
A György-korabeli Anmer Hall egy ideig Eduárd kenti herceg lakhelye volt. 2013-ban Vilmos herceg és Kate Middleton kapta meg a királynőtől. 
1977 óta a nagyközönséget is beengedik a kastély egyes részeibe és meglátogatható az épület történetét és a királyi családot bemutató múzeum is. A környező parkból mintegy 240 hektárnyi látogatható.

## Fordítás
- Ez a szócikk részben vagy egészben  a   Sandringham House című angol Wikipédia-szócikk ezen változatának fordításán alapul.  Az eredeti cikk szerkesztőit annak laptörténete sorolja fel. Ez a jelzés csupán a megfogalmazás eredetét és a szerzői jogokat jelzi, nem szolgál a cikkben szereplő információk forrásmegjelöléseként.